# Gubakha
Gubakha (russisk: Губа́ха) er en by i Perm kraj i Rusland. Den ligger ved floden Kosva (en biflod til Kama), omkring 130 km nordøst for Perm. Indbyggertal: 31.687 (folketælling 2002), 36.858 (folketælling 1989).
Byen blev grundlagt i midten af 1700-tallet som en bosættelse ved en forekomst af jernmalm, med navnet Gubakhinskaja kop (russisk: Губахинская копь). Bystatus blev opnået i 1941.